# Laurent Casanova
Pour les articles homonymes, voir Laurent Casanova (football) et Casanova (homonymie).
Antoine Laurent Casanova, né le 9 octobre 1906 à Souk Ahras (Algérie française) et mort le 20 mars 1972 à Paris 14e, est un homme politique et résistant français. Marié à Danielle Casanova avant guerre, il est député communiste de Seine-et-Marne de 1945 à 1958. Il est ministre des Anciens combattants et victimes de guerre en 1946. Responsable du secteur des intellectuels communistes durant la guerre froide, il est, en 1961, avec Marcel Servin, Maurice Kriegel-Valrimont, Jean Pronteau et Claudine Chomat, sa seconde épouse, au centre de l'affaire Servin-Casanova, dernière grande « purge stalinienne » au sein de la direction du PCF.

## Biographie

### Famille et études
D'origine corse, né en Algérie fils d'un contrôleurs des chemins de fer de l'État en Algérie, Laurent Casanova passe son enfance et son adolescence en Algérie française. Après des études secondaires à Bône grâce à une bourse, il rejoint Paris en 1927, pour y suivre des études universitaires en droit, et en 1930 passe une licence.
Il adhère au Parti communiste français en 1929, sous l'influence pressante de sa future épouse, Danielle Casanova, qu'il a rencontrée à l'Union fédérale des étudiants (UFE) et prouve alors son « esprit de parti » dans la lutte contre les étudiants soupçonnés de trotskisme à l’UFE, l’Union fédérale des étudiants, qui avait à la rentrée universitaire 1926-1927 lancé le mensuel Les étudiants nouveaux après avoir pris le relais de l’Union générale des élèves techniciens de l’industrie, du commerce et de l’agriculture, l’UGETICA, née en 1925.

### Jeune permanent et secrétaire de Thorez
À la fin de son service militaire, effectué d’octobre 1930 à décembre 1931 au 60e régiment d’artillerie avec le grade de caporal, son état de santé l’empêche de finir son doctorat en droit en 1932-1933 et il devient directement permanent du parti dès 1933, pour s’occuper des journaux et brochures, puis entre dans l’appareil secret du PCF, dont il assure la direction à partir de 1934, sous le contrôle de Maurice Thorez. À partir de 1936, il travaille en étroite collaboration avec ce dernier, dans son bureau, étant considéré comme son secrétaire, au siège du parti et parfois assiste aux réunions du secrétariat national. Le comité central d’Ivry-sur-Seine de mai 1939 lui confie une mission qui lui permit de découvrir l’URSS.

### Seconde Guerre mondiale
Mobilisé en septembre 1939, fait prisonnier, il s’évade, reprend contact avec le parti par l'intermédiaire de Claudine Chomat en mars 1942 et revient à Paris le 1er mai 1942 pour apprendre l’arrestation de sa femme Danielle Casanova puis reprit en quelques semaines le contact avec Jacques Duclos et Louis Aragon et travailla au sein de la résistance communiste avec Pierre Villon.
Il a intégré le Comité militaire national (CMN) des FTP, dont le chef, Charles Tillon, l'apprécie peu. Mais ce dernier voit en lui le meilleur interprète auprès du général de Gaulle en raison de son passé de secrétaire de Thorez. Il n’assista qu’à quatre ou cinq CMN, puis ne parvint pas à rejoindre Londres ou Alger malgré plusieurs rendez-vous organisés sur des terrains d’atterrissage clandestins. Tillon accepte ensuite de le faire représentant à l’Assemblée consultative provisoire en 1944, mais il ne parvient jamais à Alger. À la Libération, il est finalement délégué à cette assemblée par le Front national (novembre 1944-août 1945), puis il est élu député de Seine-et-Marne aux deux Assemblées nationales constituantes, puis à l'Assemblée nationale, dans laquelle il siège pendant toute la durée de la IVe République (1946-1958).

### Ministre et «cardinal» des intellectuels
En septembre 1944, il est proposé à de Gaulle par Jacques Duclos pour entrer au gouvernement, mais Charles Tillon et François Billoux sont finalement retenus. Il fait partie des sept ministres communistes de 1946, comme ministre des Anciens combattants et des Victimes de guerre dans les gouvernements provisoires de Félix Gouin et de Georges Bidault, du 26 janvier au 16 décembre 1946. Entre-temps, il est avec Maurice Thorez un chaud partisan de la dissolution des milices patriotiques.
Élu titulaire du Comité central au congrès de juillet 1945, puis suppléant au Bureau politique en juin 1947, il devient enfin titulaire en juin 1954, à l'occasion du XIIIe congrès du PCF.
Chargé des relations avec les intellectuels, surnommé « le Cardinal » et décrit comme agissant « d’une manière autoritaire, sans permettre la moindre discussion », il défend la ligne soviétique « pure et dure », et soutient les thèses du « généticien » soviétique Lyssenko, importées depuis Moscou, « avec l’accord de Maurice Thorez ».
En décembre 1948, il décide avec Aragon le lancement de l'hebdomadaire La Nouvelle Critique, dont la rédaction en chef est confiée à Jean Kanapa.

### Liens privés étroits avec Thorez
Les rapports amicaux entre le couple Thorez-Vermeersch et le couple Casanova-Chomat sont d'abord très étroits : les Thorez avaient passé leurs vacances en Corse avec Laurent et Danielle avant la guerre, puis séjourné avec eux dans les Alpes, tandis que les Casanova vont en URSS pendant la maladie de Thorez, qui revient en France avec eux. Il travaille au sein de la très importante « section d'organisation » qu'Auguste Lecœur dirige et joue un rôle de censeur dans les différentes publications du PCF, fort de ses relations d'amitié étroites avec Thorez et Aragon,.
En 1954, il participe à l'exclusion des principaux rivaux de Thorez, rentré d'Union soviétique l'année précédent : celle Auguste Lecœur qu'il a accusé d'être le responsable de l'affaire du portrait de Staline publié dans Les Lettres françaises en 1953, après celles d'André Marty et de Charles Tillon, qu'il remplace en 1952 à la direction du Mouvement de la paix.

### Mise à l'écart
Après les révélations par Le Monde lors du XXe Congrès du PCUS, il s'y intéressa puis cessa de « lire ces trucs du Monde », mais apparaitra plus tard comme représentatif au sein des instances dirigeantes du PCF d'un courant favorable à un changement de style et de pensée[réf. nécessaire]. Il a le soutien de Khrouchtchev et obtient ainsi le prix Lénine international pour la paix en 1960 mais les liens amicaux avec le couple Thorez-Vermeersch se distendirent.
Maurice Thorez parvient à bloquer cet « aggiornamento » puis la direction élimine Casanova du Bureau politique puis des instances dirigeantes en mai 1961, ainsi que Marcel Servin, Maurice Kriegel-Valrimont, Jean Pronteau et Claudine Chomat (XVIe congrès du PCF).
Après son exclusion des instances dirigeantes du parti, il n'intervient plus publiquement, tout en conservant sa carte d'adhérent jusqu'à sa mort.

### Vie maritale
Il a épousé Danielle Casanova (Vincentella Perini), qui est morte à Auschwitz, puis Claudine Chomat, qu'il avait également connue avant-guerre aux jeunesses communistes.

### Publications
- L'armée de demain (éléments d'une politique française de reconstruction militaire, discours prononcé au Xe congrès national du Parti communiste français, Paris, 26-30 juin 1945), Paris, Éditions France D'abord, 1945.
- Le Communisme, la pensée et l'art (XIe Congrès national du Parti Communiste Français, Strasbourg, 25-26-27-28 juin 1947), Éditions du Parti communiste français, 1947.
- Pourquoi je suis communiste, Paris, Éditions du Parti communiste français, 1947.
- Union pour la défense de la Paix, Paris, France nouvelle, 1949.
- Le Parti communiste, les intellectuels et la Nation, Paris, Éditions sociales, 1949.
- Responsabilité de l'intellectuel communiste, Paris, Éditions de la Nouvelle Critique, 1949.
- Comment en finir avec la guerre d'Algérie ? (intervention à l'Assemblée nationale le 20 mars 1957), Paris, Éditions Poissonnière, 1957.

#### Participation à des ouvrages collectifs
- Préface à Science bourgeoise et science prolétarienne, Paris, Éditions de la Nouvelle Critique, 1950.
- Conclusion à Les marxistes répondent à leurs critiques catholiques, Paris, Éditions sociales, coll. « Problèmes », 1957.